# Amalia Avia
Amalia Avia   (Santa Cruz de la Zarza, 23 d'abril de 1931 - Madrid, 30 de març de 2011) va ser una pintora espanyola. Va residir des dels anys 50 a Madrid, on desenvolupà gran part de la seva carrera artística. Formà part del grup d'artistes realistes madrilenys: María Moreno, Antonio López García, Julio i Francisco López Hernández o Lucio Muñoz Martínez, entre d'altres.
Va exposar de forma individual per primer cop l'any 1959 a la Galería Fernando Fe de Madrid. El 1964 entra a la Galeria de Juana Mordó, i el 1972 a la Galeria Biosca, ambdues de Madrid. Participa en nombroses exposicions sobre el realisme espanyol per tot el món. La seva pintura s'inscriu dins del neorealisme i té com a temàtica habitual les visions fredes d'objectes urbans i quotidians.
El 1997 va realitzar una gran exposició antològica al Centre Cultural de la Vila de Madrid i se li concedeix la Medalla del Mèrit Artístic de l'Ajuntament de Madrid. Va publicar un llibre de memòries De puertas adentro (2004).
El 1960 es va casar amb Lucio Muñoz, amb qui va tenir quatre fills. Van treballar sempre en dos estudis diferents, comunicats per una finestra.